# کیرشهام
کیرشهام (به آلمانی: Kirchham) یک شهر در آلمان است که در بایرن واقع شده‌است.

## خصوصیات
کیرشهام ۱۸٫۴۷ کیلومترمربع مساحت دارد ۳۳۵ متر بالاتر از سطح دریا واقع شده‌است.